# عدالت

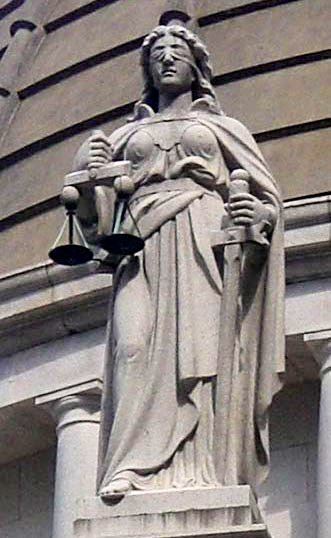
فرشته دادگری، با چشمانی بسته و ترازویی در دست

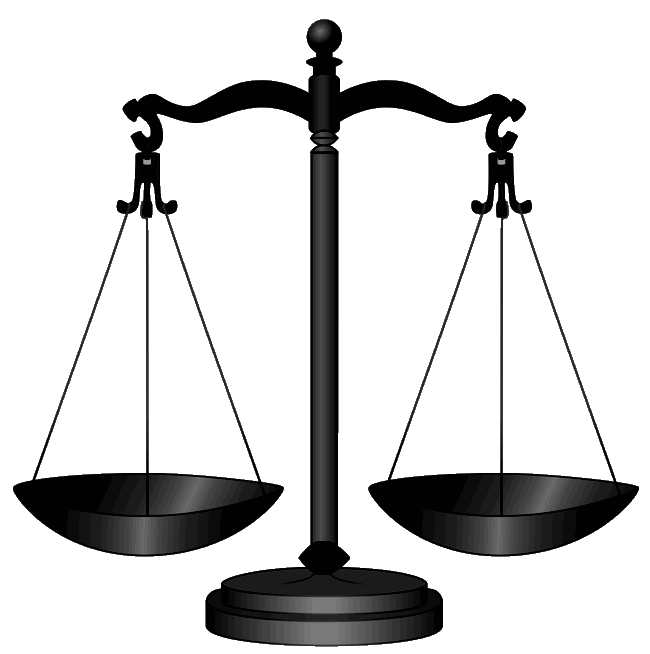
ترازو نماد عدالت در قانون است.

عدالت به گسترده‌ترین درک از آن، اصلی است که مردم آنچه شایستگی اش را دارند، دریافت می‌کنند، تحت تأثیر از میدان‌های پرشماری، با بسیاری دیدگاه‌ها و پرسپکتیوهای متفاوت، تفسیر آنچه که به‌عنوان «شایسته» است در بر گیرنده مفهوم‌هایی بر پایه اخلاقیات، عقلانیت، قانون، دین، انصاف و عدالت است. همچنین دادمندی را در فلسفه «هر چیز در جای خود» معنی کرده‌اند.

## پیرامون واژه
عدالت در واژه معادل نظم و ادب است. در پارسی «داد» معادل عدل، و «دادمندی» یا «دادگری» معادل عدالت است. «دادگر» نیز معادل عادل می‌باشد. «دادگستر» نیز به معنای گسترندهٔ عدل است. از دیگر واژه‌های دارای ترکیب داد در پارسی، دادگاه، دادیار، دادسِتان، دادخواهی، داددهی، دادرسی، دادپرسی و غیره می‌باشند. واژهٔ «داد» برگرفته از «داتا» ی ایرانی باستان به معنای «قانون» است.

## عدالت اجتماعی
عدالت اجتماعی یعنی طراحی و اجرای نظام حقوقی به گونه‌ای که هر کس به حق عقلانی‌اش برسد و در مقابل آن حقوق، وظایفی را انجام دهد یا مسئولیت و عواقب تخلف از آن را بپذیرد. با این حال در تعریف عدالت اجتماعی توافق محکمی وجود ندارد.

## دیگر حوزه‌ها
عدالت در اصطلاح فقهی؛ صفت کسی‌ست که گناه کبیره نکند و بر گناه صغیره اصرار نورزد.
عدالت در اخلاق یونانی صفت کسی‌ست که هر سه صفت حکمت، شجاعت و عفّت را داشته باشد.